# Sundsjön (Los socken, Dalarna)
Sundsjön är en sjö i Ljusdals kommun i Orsa finnmark, i landskapet Dalarna och i Gävleborgs län, och ingår i Dalälvens huvudavrinningsområde. Sjön är 22,5 meter djup, har en yta på 0,812 kvadratkilometer och befinner sig 482 (odämd 481,2) meter över havet. Sjön avvattnas av vattendraget Sundsjöån till Sandsjön och via Sandsjöån till Ore älv.

## Delavrinningsområde
Sundsjön ingår i det delavrinningsområde (683650-144190) som SMHI kallar för Utloppet av Sundsjön. Medelhöjden är 528 meter över havet och ytan är 6,87 kvadratkilometer. Räknas de 10 avrinningsområdena uppströms in blir den ackumulerade arean 49,27 kvadratkilometer. Sandsjöån som avvattnar avrinningsområdet via Sundsjöån har biflödesordning 3, vilket innebär att vattnet flödar genom totalt 3 vattendrag innan det når havet efter 437 kilometer. Avrinningsområdet består mestadels av skog (60 procent). Avrinningsområdet har 0,86 kvadratkilometer vattenytor vilket ger det en sjöprocent på 12,5 procent.